# Syromastes
Syromastes är ett släkte av insekter. Syromastes ingår i familjen bredkantskinnbaggar.
Släktet innehåller bara arten Syromastes rhombeus.